# Zeboe
De zeboe of het bultrund (Bos indicus) is een zoogdier uit de familie van de holhoornigen (Bovidae) dat  voornamelijk in gebieden met een tropisch en subtropisch klimaat in Zuid-Azië en Afrika wordt gehouden. De wetenschappelijke naam van dit rund werd als Bos indicus in 1758 gepubliceerd door Carl Linnaeus. Het dier wordt gekarakteriseerd door de grote bult achter de nek.
Zeboes werden ongeveer 10.000 jaar geleden in India gedomesticeerd. Een ondersoort van de oeros Bos primigenius namadicus vormt waarschijnlijk de voorouder van de zeboe. Er zijn ongeveer 75 rassen bekend, waarvan ongeveer de helft in Afrika en de helft in Zuid-Azië wordt gehouden.
Zeboes hebben meer zweetklieren dan Europees rundvee (Bos taurus). Ze zijn mede daardoor beter bestand tegen vochtige klimaten en tropische ziekten. Vooral in Afrika komen kruisingen tussen de zeboe en het in het westen gehouden rundvee voor. Ook bestaan er kruisingen met de jak en banteng.